# Nowy Kozłów Drugi
Nowy Kozłów Drugi – wieś w Polsce położona w województwie mazowieckim, w powiecie sochaczewskim, w gminie Nowa Sucha.
Wieś wchodzi w skład sołectwa Nowy Kozłów Drugi-Szeligi.
| SIMC    | Nazwa       | Rodzaj    |
| ------- | ----------- | --------- |
| 0733872 | Tyczynynogi | część wsi |

W latach 1975–1998 miejscowość administracyjnie należała do województwa skierniewickiego.